# Чивитела дел Тронто
Чивитела дел Тронто (итал. Civitella del Tronto) је насеље у Италији у округу Терамо, региону Абруцо.
Према процени из 2011. у насељу је живело 691 становника. Насеље се налази на надморској висини од 529 м.

## Становништво
Према резултатима пописа становништва 2011. у општини је живело 5.333 становника.
| 1931.  | 1936.  | 1951.  | 1961. | 1971. | 1981. | 1991. | 2001. | 2011. |
| ------ | ------ | ------ | ----- | ----- | ----- | ----- | ----- | ----- |
| 10.152 | 10.609 | 10.494 | 8.303 | 6.046 | 5.877 | 5.421 | 5.244 | 5.333 |

## Партнерски градови
- Салцбург